# Liste von Karstquellen in den Vereinigten Staaten

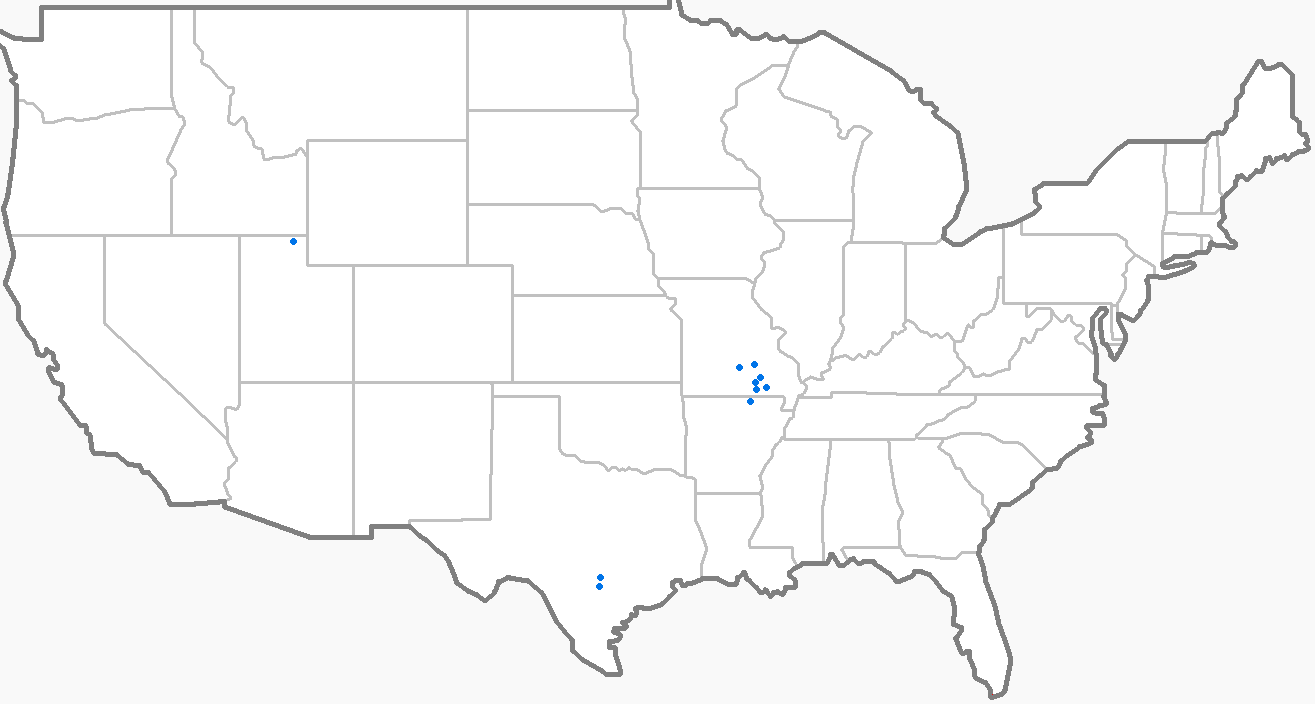
Karstquellen in den Vereinigten Staaten

Dies ist eine Liste von Karstquellen in den Vereinigten Staaten. Sie enthält eine Auswahl von Karstquellen, die in den USA liegen.

## Liste von Karstquellen

### Hinweise
- Die Schüttungswerte können abweichen, wenn der Herausgeber der Daten lediglich den Durchschnittswert von MNQ und MHQ errechnete. Die mittlere Schüttung liegt deutlich darunter. Falsche Zahlen können auch durch Angeben des MHQ als MQ entstehen.
- Eine umfangreiche Liste von Karstquellen außerhalb der USA ist in der Liste von Karstquellen aufgeführt.

### Die Liste
| Anfangsbuchstabe der Quelle: A B C G I J M R |

| Bild | Name                | Mittlere Schüttung (l/s) | Ort            | Bundesstaat (County) | Flusssystem | Lage |
| ---- | ------------------- | ------------------------ | -------------- | -------------------- | ----------- | ---- |
|      | Alley Spring        | 3550                     | Alley Spring   | Missouri (Shannon)   | Mississippi | ⊙    |
|      | Big Spring          | 13.000                   | Van Buren      | Missouri (Carter)    | Mississippi | ⊙    |
|      | Comal Springs       | 9000                     | New Braunfels  | Texas (Comal)        | Guadalupe   | ⊙    |
|      | Greer Spring        | 10.000                   | Greer          | Missouri (Oregon)    | Mississippi | ⊙    |
|      | Ichetucknee Springs | 10.220                   | Branford       | Florida (Suwannee)   | Suwannee    | ⊙    |
|      | Jacob’s Well        | 640                      | Wimberley      | Texas (Hays)         | Guadalupe   | ⊙    |
|      | Mammoth Spring      | 9800                     | Mammoth Spring | Arkansas (Fulton)    | Mississippi | ⊙    |
|      | Maramec Spring      | 4300                     | St. James      | Missouri (Phelps)    | Mississippi | ⊙    |
|      | Ricks Spring        |                          | Logan          | Utah (Cache)         | Bear River  | ⊙    |
|      | Roubidoux Spring    | 1650                     | Waynesville    | Missouri (Pulaski)   | Mississippi | ⊙    |
|      | Round Spring        | 1100                     | Round Spring   | Missouri (Shannon)   | Mississippi | ⊙    |